# Wykosowo
Wykosowo (deutsch Vixow, kaschubisch Wëkòsewò oder Wëkòsowò, slowinz. Vȧ̃kɵsɵvɵ) ist ein Dorf in der Landgemeinde Główczyce im Powiat Słupski (Kreis Stolp) der polnischen Woiwodschaft Pommern.

## Geographische Lage
Wykosowo liegt in Hinterpommern, etwa 33 Kilometer nordöstlich der Stadt Słupsk (Stolp) und vier Kilometer östlich des Kirchdorfs Główczyce (Glowitz).

## Geschichte

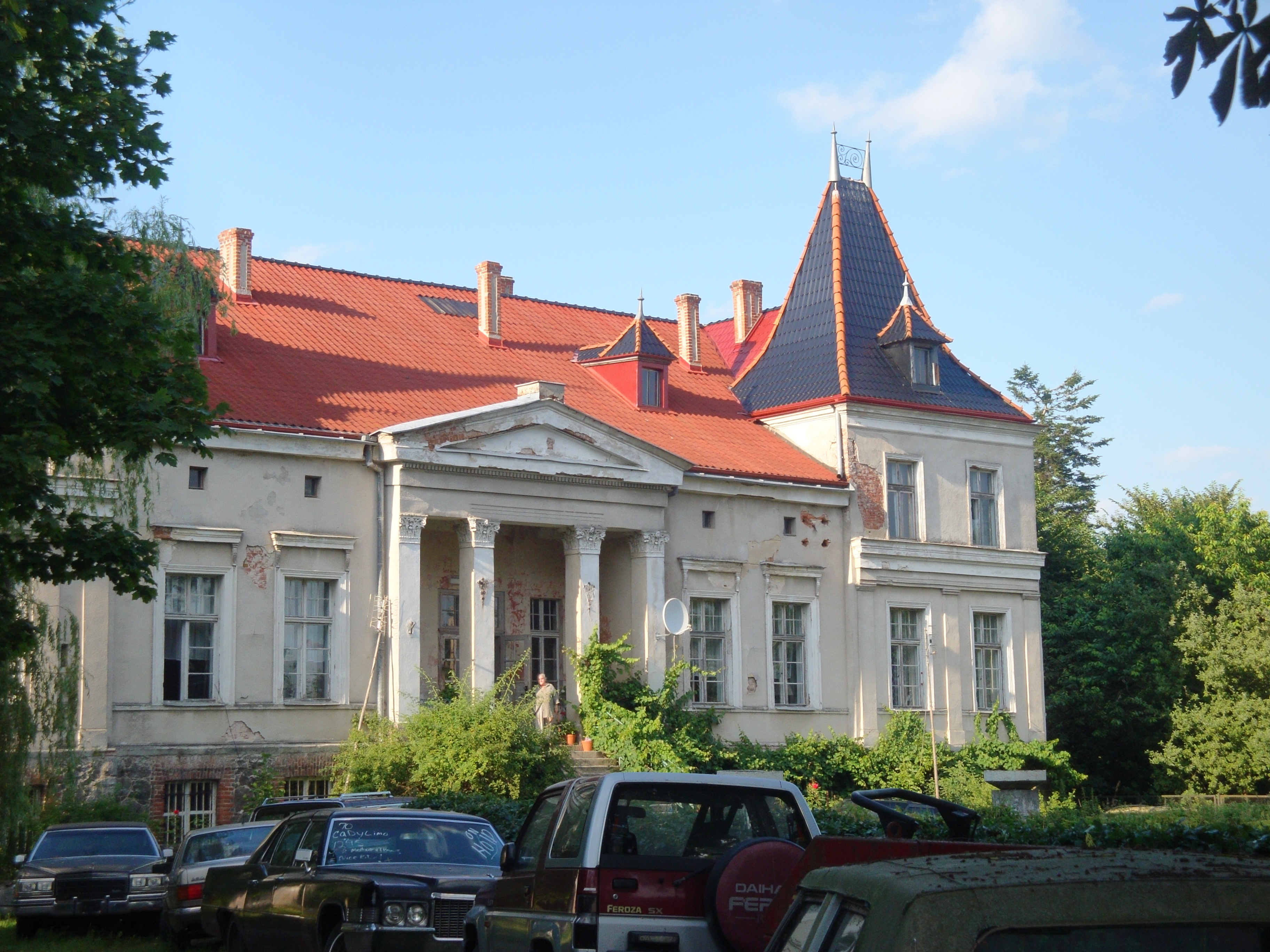
Herrenhaus des ehemaligen Ritterguts Vixow

Wykosowo wird in einer Urkunde aus dem Jahr 1315 erwähnt, in der der brandenburgische Markgraf Waldemar dem Kasimir Swenzo aus dem Adelsgeschlecht der Swenzonen den Besitz des Dorfs Vixow als Lehen bestätigte. Später kam Vixow an die Familie Stojentin. 1523 wird hans Stoientin to Vixsowe genannt. Nachdem Vixow im 18. Jahrhundert in vier Teile aufgeteilt worden war, deren Besitzer mehrfach wechselten, gelang es Michael Sigismund von Stojentin, alle vier Teile wieder in einer Hand zu vereinigen. Im Jahr 1784 gab es in Vixow ein großes und ein kleines Vorwerk, sieben Bauern, fünf Kossäten, fünf Büdner, eine Schmiede, einen Schulmeister, auf der Feldmark des Dorfs eine Wassermühle und insgesamt 24 Haushaltungen. Zum damaligen Zeitpunkt wurde in Vixow noch überwiegend kaschubisch gesprochen. 1804 war Friedrich Ewald von Stojentin der Besitzer des Ritterguts Vixow. 1841 ging es für 56.000 Taler an eine Familie Wetzel. 1884 war Wilhelm Ott der Besitzer. Danach kam das Gut in den Besitz der in Hinterpommern alteingesessenen Familie Heyn. 1910 war William Heyn der Eigentümer, 1938 Joachim Friedrich Heyn. Bekannte Mitglieder der Familie Heyn sind der Pfarrer Martin Christian Heyn, Autor eines Hausbuchs, und der Kaufmann Otto Johann Christian Heyn.
Im Jahr 1925 standen in Vixow 41 Wohngebäude. Im Jahr 1939 lebten in Vixow 299 Einwohner in 64 Haushaltungen. Außer dem 822 Hektar (1938) großen Gut gab es in Vixow 18 landwirtschaftliche Betriebe. Vor 1945 gehörte Vixow zum Amtsbezirk Glowitz im Landkreis Stolp, Regierungsbezirk Köslin der Provinz Pommern. Die Gemeindefläche war 1.071 Hektar groß. In der Gemeinde Vixow gab es zwei Wohnorte:
- Vixow
- Vogelsang

Gegen Ende des Zweiten Weltkriegs besetzte am 9. März 1945 die Rote Armee kampflos das Dorf, die Einwohner waren zuvor geflüchtet, kehrten aber am 11. März zurück. Am 13. März 1945 quartierte sich eine größere sowjetische Truppe in Vixow ein und demontierten die Molkerei und die Brennerei. Das Dorf stand bis 1946 unter der Verwaltung eines sowjetischen Kommandanten. Danach wurde eine polnische Verwaltung eingerichtet. Vixow wurde in Wykosowo umbenannt. Die Häuser und Gehöfte wurden von Polen übernommen und die deutschen Dorfbewohner vertrieben.
Später wurden in der Bundesrepublik Deutschland 124 und in der DDR 99 aus Vixow gekommene Dorfbewohner ermittelt.
Das Dorf gehört zum Powiat Słupski der Woiwodschaft Pommern (bis 1998 Woiwodschaft Stolp). Hier leben heute etwa 250 Einwohner.

### Kirche
Die vor 1945 in Vixow anwesenden Dorfbewohner waren evangelisch. Vixow gehörte zum Kirchspiel Glowitz und damit zum Kirchenkreis Stolp-Altstadt.

### Schule
Die vor 1945 in Vixow vorhandene Volksschule war einstufig. Im Jahr 1932 unterrichtete dort ein einzelner Lehrer 61 Schulkinder.